# Асасімо
«Асасімо» (Asashimo, яп. 朝霜) — ескадрений міноносець Імперського флоту Японії типу «Югумо», який взяв участь у Другій світовій війні.

## Історія створення
Корабель був закладений 21 січня 1943 року на верфі «Фуджінагата» в Осаці. Спущений на воду 18 липня, вступив у стрій 27 листопада того ж року.

## Історія служби
Три місяці після завершення «Асасімо» провів у водах Японського архіпелагу, при цьому з 10 лютого 1944-го він належав до 31-ї дивізії ескадрених міноносців.
26 лютого — 8 березня 1944 есмінець супроводив конвой з військами із Уджини (північно-східне узбережжя Кюсю) до Сайпану та Гуаму (Маріанські острови). При цьому 29 лютого «Асасімо» пошкодив артилерійським вогнем та глибинними бомбами підводний човен «Рок», що змусило останній перервати свій похід, а також разом з есмінцями «Окінамі» та «Кісінамі» взяв участь у полюванні на підводний човен «Траут», яке завершилось загибеллю цієї субмарини. Після цього «Асасімо» разом з «Окінамі» провадили порятунок людей з транспорту «Сакіто-Мару», що був торпедований «Траутом» та затонув у ніч проти 1 березня. Есмінцям вдалось підібрати 1700 осіб, проте майже дві з половиною тисячі загинули. 15 березня «Асасімо» повернувся до Японії.
З 20 березня по 14 квітня 1944-го есмінець супроводив конвої за маршрутом Йокосука — атол Трук (тут, у центральній частині Каролінських островів, до лютого 1944-го була головна база японського ВМФ у Океанії) — Сайпан — Балікпапан (центр нафтовидобутку на сході Борнео) — якірна стоянка Лінгга поблизу Сінгапура (на той час тут зібрались головні сили японського флоту, оскільки дії підводних човнів на комунікаціях вкрай ускладнювали доставлення палива до Японії та призвели до рішення базувати кораблі у Південно-Східній Азії поблизу від районів нафтовидобутку).
У першій половині травня 1944-го японське командування перевело головні сили до Таві-Таві (у філіппінському архіпелазі Сулу поряд з нафтовидобувними районами острова Борнео), оскільки воно очікувало неминучої ворожої атаки на головний оборонний периметр імперії (Маріанські острови — Палау — західна частина Нової Гвінеї) і провадило підготовку до протидії. «Асасімо» при цьому з 11 по 19 травня супроводив танкерний конвой з Лінгга через Балікпапан до Таві-Таві. 12 червня американці розпочали операцію з оволодіння Маріанськими островами і невдовзі головні сили японського флоту вийшли з Таві-Таві для контратаки, при цьому «Асасімо» разом з 6 іншими есмінцями і легким крейсером забезпечував охорону «загону C», головну силу якого становили лінкори та важкі крейсери. 19—20 червня японці зазнали важкої поразки в битві у Філіппінському морі, а за кілька діб японський флот прибув до метрополії.
8—16 липня 1944-го «Асасімо» взяв участь у ескортуванні основних сил флоту з Куре до Лінгга, де перебував наступні 3 місяці. У середині жовтня союзники розпочали операцію на Філіппінах і 18 жовтня головні сили японського флоту полишили Лінгга. Вони пройшли через Бруней, після чого розділились на два з'єднання. «Асасімо» увійшов до ескорту головних сил адмірала Куріти, які мали прямувати через північну частину внутрішніх морів Філіппін. Втім, 23 жовтня ще на шляху туди, біля західного узбережжя острова Палаван, американські підводні човни потопили 2 та пошкодили 1 важкий крейсер. «Асасімо» провів порятунок моряків з крейсера «Атаго», а потім разом зі ще одним есмінцем почав супроводжувати пошкоджений крейсер «Такао» до Брунею, куди останній прибув 25 числа. Тим часом головні сили зазнали поразки в битві у затоці Лейте та відступили з великими втратами.
31 жовтня 1944-го «Асасімо» прибув до Маніли, де його невдовзі залучили до транспортної операції TA, метою якої була доставка підкріплень на острів Лейте (саме тут висадився перший десант союзників на Філіппінах) до затоки Ормок. 8 листопада 1944-го «Асасімо» та ще 5 есмінців вирушили з Маніли для супроводу конвою TA № 4. Останній втратив ряд суден і «Асасімо» прийняв на борт багато людей. Втім, коли на зворотному шляху вони зустріли конвой TA № 3, що лише прямував до Лейте, «Асасімо» передав врятованих на інший есмінець і приєднався до охорони TA № 3. 11 листопада в затоці Ормок TA № 3 був розгромлений ворожою авіацією, при цьому «Асасімо» єдиний вцілів із 5 есмінців охорони. Під час бою він підібрав кілька десятків моряків з команди есмінця «Хаманамі», а 12 листопада зміг добратись до Маніли.
13—22 листопада 1944-го «Асасімо» пройшов з Маніли до островів Спратлі, де зустрівся з рядом кораблів, які прибули з Японії, а потім супроводив їх у район Сінгапура.
У якийсь момент «Асасімо» перейшов до бухти Камрань (центральна частина узбережжя В'єтнаму). Тут зібрався загін для рейду на острів Міндоро (дещо південніше від Маніли), де 15 грудня висадився ворожий десант. 24 грудня 1944-го «Асасімо» та ще 2 есмінці, а також 3 ескортні есмінці, 1 важкий та 1 легкий крейсер полишили Камрань. У ніч проти 27 грудня японці атакували район висадки. «Асасімо» разом з крейсерами та ще одним есмінцем відкрили артилерійський вогонь по узбережжю, що викликало велику пожежу серед вивантажених матеріальних засобів. Також «Асасімо» підібрав понад півтори сотні моряків з потопленого есмінця «Кійосімо». Після цього японський загін рушив назад і 28 грудня досягнув Камрані.
Надалі «Асасімо» перейшов у Сінгапур, де в лютому 1945-го його разом з 2 іншими есмінцями залучили до операції з переходу до Японії 2 лінкорів-авіаносців. 10 лютого загін почав перехід, ввечері 15 лютого досягнув островів Мацзу біля узбережжя материкового Китаю в північній частині Тайванської протоки, а за кілька годин рушив далі. Ввечері 16 лютого кораблі були на островах Чжоушань поблизу Шанхаю, звідки рушили далі лише вранці 18 лютого і того ж дня досягли району Сачхона на півдні Корейського півострова. 19—20 лютого загін здійснив завершальний перехід до Куре. Під час переходу його зустріли 1 британський та 4 американських підводних човни, деякі з них провели торпедні атаки, проте не досягнули успіху.

### Загибель
6 квітня 1945-го «Асасімо» разом зі ще 7 есмінцями та легким крейсером вийшов для ескорту лінкора «Ямато», що вирушив у самогубчу місію проти союзного флоту, який розпочав операцію на Окінаві. 7 квітня більшість загону разом з «Ямато» загинула від потужних атак авіації. Спершу «Асасімо» поцілив бомбою літак з авіаносця «Банкер-Гілл», а за двадцять хвилин есмінець зазнав влучання торпедою з літака авіаносця «Сан Джасінто», після чого затонув за 5 хвилин разом з усім екіпажем.